# Queensrÿche (EP)
Queensrÿche è un EP del gruppo musicale statunitense omonimo, pubblicato nel 1982 dalla 206 Records.
L'EP è stato ripubblicato l'anno seguente dalla EMI, venendo successivamente pubblicato in formato CD nel 1988 con l'aggiunta di un quinto brano e infine rimasterizzato nel 2003 con l'aggiunta di 11 brani tratti dal concerto del gruppo immortalato nell'album video Live in Tokyo.

## Tracce

### 12"
- Lato A

1. Queen of the Reich – 4:23 (Chris DeGarmo)
2. Nightrider – 3:47 (Chris DeGarmo, Michael Wilton)

- Lato B

1. Blinded – 3:06 (Chris DeGarmo, Michael Wilton)
2. The Lady Wore Black – 6:15 (Chris DeGarmo, Geoff Tate)

### CD
Edizione del 1988
1. Queen of the Reich – 4:23 (Chris DeGarmo)
2. Nightrider – 3:47 (Chris DeGarmo, Michael Wilton)
3. Blinded – 3:06 (Chris DeGarmo, Michael Wilton)
4. The Lady Wore Black – 6:15 (Chris DeGarmo, Geoff Tate)
5. Prophecy – 4:00 (Chris DeGarmo)

Riedizione del 2003
1. Queen of the Reich – 4:25 (Chris DeGarmo)
2. Nightrider – 3:49 (Chris DeGarmo, Michael Wilton)
3. Blinded – 3:06 (Chris DeGarmo, Michael Wilton)
4. The Lady Wore Black – 6:28 (Chris DeGarmo, Geoff Tate)
5. Nightrider (Live) – 4:32 (Chris DeGarmo, Michael Wilton)
6. Prophecy (Live) – 3:59 (Chris DeGarmo)
7. Deliverance (Live) – 3:40 (Michael Wilton)
8. Child of Fire (Live) – 4:36 (Michael Wilton, Geoff Tate)
9. En Force (Live) – 5:47 (Chris DeGarmo)
10. Blinded (Live) – 3:26 (Chris DeGarmo, Michael Wilton)
11. The Lady Wore Black (Live) – 7:01 (Chris DeGarmo, Geoff Tate)
12. Warning (Live) – 4:56 (Chris Michael Wilton, Geoff Tate)
13. Take Hold of the Flame (Live) – 5:12 (Chris DeGarmo, Geoff Tate)
14. Queen of the Reich (Live) – 5:19 (Chris DeGarmo)

## Formazione
- Geoff Tate – voce
- Michael Wilton – chitarra
- Chris DeGarmo – chitarra
- Eddie Jackson – basso
- Scott Rockenfield – batteria